# Ion (mitología)
Ion o Jon (en griego antiguo: Ἴων, Íōn) es un personaje de la mitología griega, considerado el antepasado epónimo de los jonios. 

## Mito

### Ascendientes
De la estirpe de Deucalión, es hijo de Juto y de Creúsa, hija de Erecteo, rey de Atenas. Es también nieto de Helén, antepasado epónimo de todos los griegos o helenos.

### Ion en Acaya
El padre de Ion, Juto fue expulsado de Atenas por los hijos de Erecteo y se refugió en Egíalo, región del norte del Peloponeso que posteriormente se llamó Acaya, donde murió. Tras la muerte de su padre, Ion se dispuso a atacar Egíalo, pero el rey de los egialeos, Selino, para evitar el ataque le ofreció casarse con su única hija, Hélice, y nombrarle su heredero. A su muerte, Ion se convirtió en rey de Egíalo, fundó su ciudad capital dándole el nombre de su esposa, Hélice y llamó a los habitantes del reino jonios. Ayudó a los atenienses en la guerra que mantenían con los eleusinos y murió en el Ática. 

### Descendientes
Sus descendientes siguieron gobernando Egíalo, hasta que fueron expulsados por los hijos de Tisámeno y se refugiaron en Atenas. Hija de Ion y Hélice fue Bura, que dio su nombre a la ciudad epónima. El último que reinó en Epidauro antes de que llegaran los dorios al Peloponeso dicen que fue Pitireo, descendiente de Ion, hijo de Juto. Cuentan que él le entregó sin lucha la tierra a Deifontes y los argivos.

## Versión alternativa
En otra versión, Ion participó en la contienda de los atenienses contra los eleusinos a quienes ayudaban los tracios comandados por Eumolpo, y tal fue la reputación que adquirió que los atenienses lo nombraron rey a la muerte de Erecteo. Ion dividió el Ática en cuatro tribus en función de su oficio, granjeros, artesanos, sacerdotes y guerreros, denominándolas con los nombres de sus cuatro hijos: Geleón o Geleonte («brillante», esto es, «noble»), Egicores o Egícoras («cabrero»), Árgades («trabajador») y Hoples («soldado»). Posteriormente los atenienses enviaron a Egíalo una colonia y le impusieron el nombre de Jonia en su honor, pero más tarde fueron expulsados por los aqueos quienes llamaron Acaya a la región.

## Versión de Eurípides
Eurípides, quien como ateniense era de origen jónico, modifica estas genealogías para dar más importancia a su antepasado epónimo, haciéndolo hijo de Apolo quien yació con Creúsa a espaldas de Juto. Tras su nacimiento, Creúsa abandonó a Ion, pero Hermes lo recogió y lo llevó a Delfos donde fue criado por la sacerdotisa del oráculo. Mientras tanto, Juto y Creúsa no tenían descendencia, por lo que tras unos años de espera acudieron a preguntar al oráculo como conseguirla. Este dijo que escogiesen como heredero a la primera persona que apareciese en el templo, quien resultó ser Ion, adolescente que ejercía servicios auxiliares como guardián del templo de Delfos. Juto lo adoptó, pero Creúsa no estuvo de acuerdo y trató de matarlo envenenándolo. Ion descubrió el engaño e iba a matar a Creúsa cuando la sacerdotisa les descubrió el origen de Ion, indicándoles además que no debían desengañar a Juto. Juto tuvo posteriormente con Creúsa a Aqueo y a Doro, antepasados epónimos de los aqueos y de los dorios, respectivamente.
Como epónimo de los jonios, se relaciona con el hebreo Yaván.